# American Nitrox Divers
La American Nitrox Divers Inc. (ANDI) è un'organizzazione di addestramento alla subacquea specializzata nelle certificazioni e nell'addestramento all'uso dell'attrezzatura Nitrox, Trimix, Rebreather a circuito chiuso e alle immersioni tecniche.

## Storia
Nel 1988 Ed Betts e Dick Rutkowski fondarono insieme l'American Nitrox Divers Inc. con lo scopo di standardizzare la formazione degli istruttori, dei subacquei sportivi e le procedure di ricarica delle stazioni per aria arricchita per la subacquea. Nel 1985 dopo 33 anni di servizio nella National Oceanic and Atmospheric Administration (NOAA) Dick Rutkowski andò in pensione e nel 1987 cominciò a insegnare quello che lui chiamava Nitrox Diving per i subacquei sportivi presso la sua agenzia chiamata IAND.
Dopo aver concordato contrattualmente la chiusura della IAND per lavorare esclusivamente in ANDI, Dick Rutkowski decise di vendere la
IAND ad un trainer ANDI, Tom Mount che continuò con la IAND con il marchio IANTD dal 1991.
Ed Betts è fondatore e amministratore della ANDI International, ha progettato ed installato sistemi speciali di produzione e smistamento di gas ultra puri ed ultra secchi oltre a camere iperbariche e fu il primo ad introdurre il concetto di SafeAir.
Quando fu messo in commercio il primo Rebreather ricreativo da parte della Dräger di Lubecca in Germania, ANDI scrisse il primo manuale di
formazione in tedesco ed in inglese. Da quel momento ANDI ha seguito da vicino l'emergente mercato dei Rebreather.
Ad ottobre 2004, ANDI registra trainig facility in 68 paesi e uffici regionali nel Regno Unito, Israele, Svezia, Italia, Germania, Grecia,
Giappone, Taiwan, Repubblica delle Maldive, America Latina, Medio Oriente e l'ufficio principale è negli USA.

## Corsi tecnici
- LSU Livello 1 (Limited SafeAir User). In questo corso si introducono i concetti di base dell'aria arricchita e si addestra il subacqueo all'utilizzo di miscele di azoto-ossigeno con percentuali di 32% e del 36% di ossigeno. La profondità massima è di 30 metri, senza soste di decompressione.
- CSU – Livello 2 (Complete SafeAir User). A differenza del CSU addestra il subacqueo all'utilizzo di miscele di azoto-ossigeno con una percentuale di ossigeno che va dal 22% al 50%. La profondità massima dipende dal limite del brevetto ricreativo, senza soste di decompressione
- TSD – Livello 3 (Technical SafeAir Diver). Questo primo corso tecnico ANDI è la base per tutti gli altri. Vengono utilizzati vari sistemi di configurazioni dell'attrezzatura, vengono fornite le informazioni e le abilità per effettuare le soste di decompressione con un limite massimo di 30 minuti, vengono applicate procedure come quelle di discesa, di risalita, di cambio gas, oltre alle abilità di base e gestione dei problemi richieste ad un subacqueo tecnico. La profondità massima del corso è di 40 metri. Questo corso non richiede attrezzatura "tecnica" oltre ad una frusta BP di 2 m, un spool o mulinello e un pallone di segnalazione.
- ERD – Livello 4 (Extended Range Diver). Il corso è un completamento del corso TSD. Vengono ripassati i vari sistemi di configurazione dell'attrezzatura, vengono ampliate le conoscenze e le abilità della decompressione in modo da poter eseguire profili di decompressione senza limite di tempo ne di numero di bombole utilizzabili. La profondità massima del corso è di 50 metri. Si consiglia di abbinare questo corso con il corso TriMix Intermediate Diver (Livello 5).
- TMD – Livello 5 (TriMix Intermediate / Exploration Diver). Questo corso è diviso in due corsi distinti, il TriMix Intermediate Diver e l'Exploration Diver. Il primo prevede come profondità massima 60 metri, mentre per il secondo la massima profondità è di 100 metri e tale corso risente del livello di esperienza e dalla disponibilità e dalla qualità del supporto di superficie. Pertanto il partecipante verrà abilitato alla profondità tenendo in considerazione tutti questi fattori. In nessuno dei due corsi ci sono limitazioni riguardo al profilo di decompressione e il numero di bombole.
- CGB – (Certified Gas Blender). In questo corso vengono insegnate le procedure di gestione dell'ossigeno e della miscelazione dei vari gas respirabili secondo gli standard di purezza ANDI. Esistono anche i brevetti GBI (Gas Blender Instructor) e GBD (Gas Blender Diver). Il corso GBD è stato creato spiegare ad un subacqueo le conoscenze riguardanti i vari sistemi per produrre le diverse miscele respirabili e per comprendere l'importanza della purezza del gas.
- CST – (Certified Service Technician). Il corso addestra ed autorizza i tecnici che dovranno effettuare la manutenzione di attrezzature subacquee, la pulizia per ossigeno di bombole, rubinetterie, erogatori, fruste ecc. secondo le specifiche tecniche del produttore e secondo gli standard ANDI.
- CCR – Livello 2
- TRD – Livello 3
- CCE/ERE – livello 5